# Toxoproctis dyssema
Toxoproctis dyssema är en fjärilsart som beskrevs av Collenette 1932. Toxoproctis dyssema ingår i släktet Toxoproctis och familjen tofsspinnare. Inga underarter finns listade i Catalogue of Life.